# Metarctia
Metarctia is een geslacht van vlinders van de familie spinneruilen (Erebidae).

## Soorten
- M. aethiops (Kiriakoff, 1953)
- M. alticola Aurivillius, 1925
- M. atrivenata Kiriakoff, 1956
- M. benitensis Holland, 1893
- M. brunneipennis Hering, 1932
- M. brunneoaurantiaca (Kiriakoff, 1973)
- M. burra (Schaus & Clements, 1893)
- M. burungae Debauche, 1942
- M. carmel Kiriakoff, 1957
- M. cinnamomea (Wallengren, 1860)
- M. collocalia Kiriakoff, 1957
- M. confederationis Kiriakoff, 1961
- M. crocina (Kiriakoff, 1973)
- M. debauchei Kiriakoff, 1953
- M. didyma Kiriakoff, 1957
- M. diversa Bethune-Baker, 1911
- M. dracoena (Kiriakoff, 1953)
- M. epimela (Kiriakoff, 1979)
- M. fario (Kiriakoff, 1957)
- M. flaviciliata Hampson, 1907
- M. flavicincta Aurivillius, 1900
- M. flavivena Hampson, 1901
- M. flora Kiriakoff, 1957
- M. fontainei Kiriakoff, 1953
- M. forsteri Kiriakoff, 1955
- M. fuliginosa Kiriakoff, 1953
- M. fulvia Hampson, 1901
- M. fusca Hampson, 1901
- M. galla Rougeot, 1977
- M. haematica Holland, 1893
- M. haematricha Hampson, 1905
- M. hebenoides (Kiriakoff, 1973)
- M. heinrichi Kiriakoff, 1961
- M. henrardi Kiriakoff, 1953
- M. heringi Kiriakoff, 1957
- M. hulstaertiana Kiriakoff, 1953
- M. hypomela Kiriakoff, 1956
- M. inconspicua Holland, 1892
- M. infausta Kiriakoff, 1957
- M. insignis Kiriakoff, 1959
- M. jansei (Kiriakoff, 1957)
- M. johanna (Kiriakoff, 1979)
- M. jordani Kiriakoff, 1957
- M. kumasina Strand, 1920
- M. lateritia (Herrich-Schäffer, 1855)
- M. lindemannae Kiriakoff, 1961
- M. longipalpis Hulstaert, 1923
- M. lugubris Gaede, 1926

- M. maria Kiriakoff, 1957
- M. metaleuca Hampson, 1914
- M. morag Kiriakoff, 1957
- M. morosa Kiriakoff, 1957
- M. negusi Kiriakoff, 1957
- M. nigricornis Debauche, 1942
- M. nigritarsis Berio, 1941
- M. noctis Druce, 1910
- M. olbrechtsi (Kiriakoff, 1953)
- M. pallens Bethune-Baker, 1911
- M. pamela Kiriakoff, 1957
- M. paremphares Holland, 1893
- M. paulis Kiriakoff, 1961
- M. pavlitzkae (Kiriakoff, 1961)
- M. phaeoptera Hampson, 1909
- M. priscilla Kiriakoff, 1957
- M. pulverea Hampson, 1907
- M. pumila Hampson, 1909
- M. quinta (Kiriakoff, 1973)
- M. robusta (Kiriakoff, 1973)
- M. rubra (Walker, 1856)
- M. rubribasa Bethune-Baker, 1911
- M. rubripuncta Hampson, 1898
- M. rufescens Walker, 1855
- M. saalfeldi Kiriakoff, 1960
- M. salmonea Kiriakoff, 1957
- M. sarcosoma Hampson, 1901
- M. schoutedeni Kiriakoff, 1953
- M. seydeliana (Kiriakoff, 1953)
- M. sheljuzhkoi Kiriakoff, 1961
- M. subincarnata (Kiriakoff, 1954)
- M. subpallens Kiriakoff, 1956
- M. tenebrosa (Le Cerf, 1922)
- M. tenera (Kiriakoff, 1973)
- M. transvaalica (Kiriakoff, 1973)
- M. tricolorana Wichgraf, 1922
- M. unicolor (Oberthür, 1880)
- M. uniformis Bethune-Baker, 1911
- M. upembae Kiriakoff, 1949
- M. venustissima Kiriakoff, 1961
- M. virgata Joicey & Talbot, 1921